# Fredrik Ljungberg
Karl Fredrik Ljungberg (Vittsjö, 16 april 1977) is een voormalig Zweeds profvoetballer. Hij speelde onder meer voor Arsenal FC, West Ham United FC en Celtic FC, Shimizu S-Pulse en  Mumbai City FC. In 2002 en 2006 won Ljungberg de Guldbollen. Dit is een prijs voor de beste Zweedse voetballer van het jaar.

## Interlandcarrière
Ljungberg speelde in totaal 75 officiële interlands (veertien doelpunten) voor het Zweeds voetbalelftal. Onder leiding van bondscoach Tommy Söderberg maakte hij zijn debuut op 24 januari 1998 in de vriendschappelijke wedstrijd tegen de Verenigde Staten (1-0) in Orlando. Hij moest in die wedstrijd na 76 minuten plaatsmaken voor Daniel Andersson.

## Erelijst
Als speler
 Halmstad
- Allsvenskan: 1997
- Svenska Cupen: 1994/95

 Arsenal
- Premier League: 2001/02, 2003/04
- FA Cup: 2001/02, 2002/03, 2004/05
- FA Community Shield: 1999

 Seattle Sounders
- US Open Cup: 2009

Individueel
- Zweeds voetballer van het jaar: 2002, 2006